# مولایی
مولایی یک نام خانوادگی است برای افرادی چون
- فرج مولایی هنرپیشه
- بهادر مولایی وزنه‌بردار
- محمدعلی مولایی ورزشکار رشته کانوپولو
- علی مولایی بازیکن فوتبال
- سعید مولایی جودوکار